# آنومر

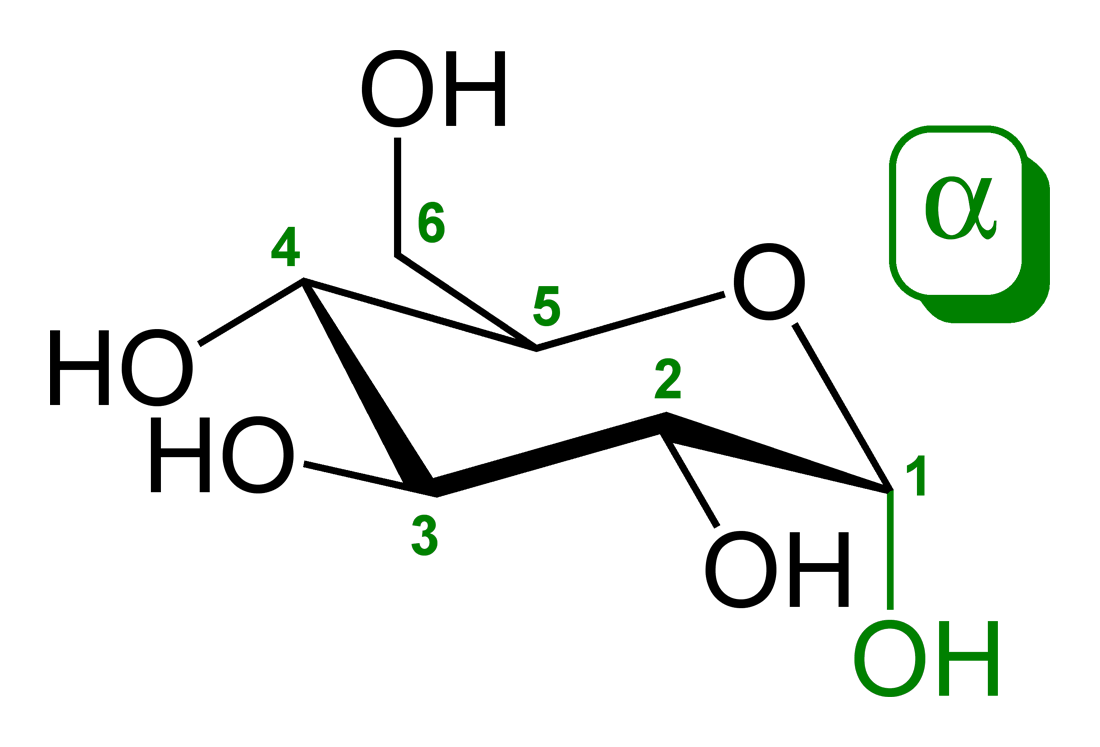
فرمول آنومر

آنومر (انگلیسی: Anomer) اصطلاحی در شیمی فضایی است که برای توصیف ایزومرهای فضایی کربوهیدرات‌هایی که تفاوت آن در پیکر بندی اتم کربن همی استال است، به کار می‌رود. برای ایجاد تفاوت بین این ایزومرها از نماد α یا β استفاده می‌شود.